# Уго Екітіке
Уго Екітіке (фр. Hugo Ekitike, нар. 20 червня 2002, Реймс, Франція) — французький футболіст камерунського походження, півзахисник клубу "Ліверпуль" (Ліверпуль, Англія).

## Ігрова кар'єра

### Клубна
Уго Екітіке народився у Реймсі і є вихованцем місцевого футбольного клубу. У липні 2020 року футболіст підписав з клубом перший професійний контракт. А 17 жовтня того року зіграв першу гру в основі «Реймса» в чемпіонаті Франції. У січні 2021 року на правах оренди Екітіке перейшов до данського «Вайле», де грав до кінця сезону.
В липні 2022 року «Парі Сен-Жермен» підписав з Екітіке орендний договір на один сезон з опцією можливого викупу контракту футболіста. 6 серпня у матчі проти «Клермона» Екітіке зіграв першу гру у складі паризького клубу. Через десять днів футболіст також відмітився дебютом у Лізі чемпіонів. За сезон Екітіке провів 25 матчів в команді і виграв свій перший титул чемпіона Франції. Влітку 2023 року Екітіке став повноцінним гравцем «Парі Сен-Жермен». Але до зими він провів лише один матч в чемпіонаті країни.
І в лютому 2024 року футболіст перейшов до німецького «Айнтрахта» з Франкфурта, де на правах оренди грав до кінця сезону. Вже у квітні 2024 року німецький клуб повністю викупив контракт півзахисника і підписав з ним угоду до літа 2029 року.

### Збірна
Уго Екітіке провів шість матчів у складі збірної Франції (U-20).

## Титули
Парі Сен-Жермен
 Чемпіон Франції (2): 2022/23, 2023/24